# بهار (إيران)
بهار (بالفارسية: بهار) هي مدينة تقع في إيران في البلدة المركزية. يقدر عدد سكانها بـ 27,271 نسمة .